# Acalypha mutisii
Acalypha mutisii là một loài thực vật có hoa trong họ Đại kích. Loài này được Cardiel mô tả khoa học đầu tiên năm 1990.